# 293809 Zugspitze
293809 Zugspitze è un asteroide della fascia principale. Scoperto nel 2007, presenta un'orbita caratterizzata da un semiasse maggiore pari a 2,6761137 UA e da un'eccentricità di 0,1130988, inclinata di 6,33770° rispetto all'eclittica.